# 鱇𩷕白魚
鱇𩷕白魚（学名：Anabarilius grahami），俗名抗浪魚、洞魚、網魚，為輻鰭魚綱鯉形目鯝科白魚屬其中一種，被IUCN列為易危保育類動物。抗浪鱼为抚仙湖独有鱼种，大理南诏时就有文字记载，早在十八世纪，抗浪鱼的咸干制品就远销东南亚一些国家。(《中國名貴─珍稀水生動物》 & 1993.11).由于鱼类喜欢逆流而上的特性在抗浪鱼身上体现得比较明显，故而得名“抗浪鱼”。利用了抗浪鱼这一显著特性及其产卵期“来三去七”的特性，当地渔民发明了一种特有的捕鱼方法：车水捕鱼法。用水车把水抽向引水渠，抗浪鱼便自动游入渔民特制的鱼篓中。

## 分布
本魚僅分布於中國雲南省的撫仙湖，在1980年后野外种群就再未被通过科学观测发现到，仅有几例民众报告案例，且都未能证实。和鱇𩷕鱼星云湖的大头鱼、滇池的金线鱼、洱海的弓鱼，并称为云南四大土著鱼种。

## 特徵
本魚體略側扁，呈狹長的紡錘形，屬小型魚類，體長通常為11至15公分。頭長，吻尖，口端位，口斜裂，向上。體被薄圓鱗，側線位於體側中線稍下，前端略下彎，自腹鰭基部起至肛門具腹稜。背鰭無硬棘，起點位於體長之中部，胸鰭短小，腹鰭位於背鰭起點相對處，臀鰭位於背鰭末端的相對位置之後。魚體背部暗綠色，體側下半部及腹部為銀白色，鰭條成深灰色。本魚以浮游動物為食，主要攝食橈足類、支角類和輪蟲，亦食落入水中的空中昆蟲和魚卵。

## 繁衍
本魚生長緩慢，產卵期在4至8月。性成熟早，但雌雄個體成熟年齡不同，雄早於雌。卵產於水流緩慢、水質清澈、石礫或細沙底質的溝溪洞穴內。本鱼常年生长于抚仙湖40多米以下的深水区，只有每年产卵期才浮出水面。食性十分苛刻，仅以水中的微生物为食，且繁殖期长，可达8个月之久。產黏性卵，附著於砂礫上。卵圓形，卵徑1.2公分，在流水中孵化，當水溫在22至25℃時，約需104小時即可孵化。

## 捕捞方法
在抚仙湖边，捕抗浪鱼十分生态，不下湖、不用船、不用钩、不用网，只需岸上捕捞。所以，当地人不叫“捕鱼”而称“拿鱼”，并有空手拿鱼卖现钱的说法。由于鱇𩷕鱼的特殊习性，抚仙湖沿岸地区习有对鱇𩷕鱼的特殊捕捞方法，主要的有四种种，分别是“香把”捕鱼法，车水捕鱼法，弯沟捕鱼法和鱼笼捕鱼法。

### “香把”捕鱼法
第一种是“香把”捕鱼法。用青香树枝或是山上的蕨类植物扎成把,因为青香树枝或蕨类植物会散发出一种清香味,故叫“香把”。把香把放在水中,鱇𩷕鱼来时,会钻进香把中产卵,等香把里钻满了鱼,就用网兜连同香把捞起来,提着香把一抖,抗浪鱼就掉出来了。这种香把捕鱼法,多在抚仙湖东岸使用。

### 车水捕鱼法
第二种是车水捕鱼法。这种方法是首先沿着湖岸沙滩挖一条深沟,沟宽1米左右,渔民们叫这种沟为“篱笆沟”。鱼发时,用水车从一头车湖水,形成股流动的水,鱇𩷕鱼就会成群结队顺着水流抢水而上,游进沟中,等鱼铺满小沟,就停车拿干滩儿鱼。这种捕法在抚仙湖周围都普遍使用。

### 弯沟捕鱼法
弯沟捕鱼法是车水捕鱼法衍生出来的一种变种。使用此种方法时渔民们会在湖岸沙滩上挖出一条长长的弯曲的“U”形沟，沟很浅，沟宽30至40厘米左右，两头连着湖。然后，在沟的一头驾起龙骨水车车起湖水，让湖水沿着弯沟从另一头流入湖中，抗浪鱼就会逆着水成群结队而上，游进弯沟里，等鱼儿铺满沟面时，停止车水，只管在干沟里捡鱼，收获甚多。此种方法主要由抚仙湖西岸的江川明星鱼洞、澄江禄充以及南岸的华宁海镜等地的渔民所使用。

### 鱼笼捕鱼法
最后一种是鱼笼捕鱼法。由于在禄充、明星一带,沿湖的岩洞里涌出许多股地下泉水,这些泉水的水温比湖水略高。将泉水分成若干股,顺着挖好的小沟流入湖中,在出水口的地方安放一个用竹篾编的大笼子,鱼只能进不能出;在鱼笼旁的水口处,用一木制水车灌湖水进沟与泉水混合。抗浪鱼来时,从水车下顺着水流进入沟中,在沟中的泉水里嬉戏、产卵。当它们产卵结束，鱼就会顺着水流钻入鱼笼中,这叫“请君入瓮”。

## 學術、經濟價值
本魚屬高原寡營養型湖泊狹生型種類，雖個體不大，但味極鮮美。在1980年代前產量較高，唯后由于环境污染以及气候变化等因素影响，再加之鱼味鲜美导致市场需求居高不下，过度捕捞现象严重，鱇𩷕鱼遂于1980年代后期在抚仙湖再不复寻，濒临灭绝。
鱇𩷕鱼作为仅在抚仙湖出现，生长和繁衍的鱼类，对于抚仙湖及其周边水系的地理断代研究以及水文变化观测有着极其重要的参考與研究价值。其独立的发展支系于进化路径也支持了造山学说的理论假设。在一定程度上佐证了云南地区早期潜沉于海底，经由地质变化抬升，从咸水水系脱变为淡水水系，再于周边水系剥离。但其中的抚仙湖由于落差深，岩层厚，外加地处洼地，使水系得以保留。因此，抗浪鱼在學術研究上及經濟上均具有相當價值。

### 引用
1. ↑  .   [2025-05-03]. （原始内容存档于2019-03-06）.
2. ↑  . www.douban.com.   [2025-05-03].

### 书目
- 百通圖書股份有限公司, 中國名貴珍稀水生動物編寫組. . 1993年11月.